# Рогат
Рогат (нід. Rogat) — село в нідерландській провінції Дренте. Входить до муніципалітету Меппель.
Його площа становить 1,54 км², а населення станом на 2021 рік складало 120 осіб.
Перша згадка про населений пункт датується 1725 роком.